# Marcelo Serrano
Marcelo Augusto Silva Serrano (Nova Lima, 29 de novembro de 1979) é um treinador de futebol e ex-futebolista brasileiro. Atualmente é diretor-esportivo do Austin Bold.

## Carreira
Como jogador, era lateral e atuou por Venda Nova e Villa Nova-MG entre 1998 e 2000, mas não seguiu carreira dentro dos gramados.
Em 2010, fez sua estreia como técnico no Mamoré, onde terminou como vice-campeão do Módulo II do Campeonato Mineiro. Também esteve ligado às seleções de base do Brasil, desde a categoria Sub-15 até a Sub-20, trabalhando como auxiliar-técnico.
Entre 2012 e 2015, acumulou as funções de diretor-técnico, auxiliar e treinador interino em Joinville, Coritiba e Bahia, e em 2016 foi assistente na seleção Sub-17 dos Estados Unidos. Um ano depois, assumiu o comando da seleção das Ilhas Virgens Americanas, disputando 10 jogos (2 vitórias e 8 derrotas) até 2019, exercendo a mesma função paralelamente no Austin Bold, equipe da USL Championship (espécie de segunda divisão no futebol dos Estados Unidos), sendo também seu primeiro técnico, além de ter seu nome cotado para assumir o Estoril Praia (Portugal).
Em setembro de 2021, Marcelo Serrano deixou o comando do Austin Bold, tornando-se diretor-técnico da equipe. Em 75 partidas, foram 27 vitórias, 24 empates e outras 24 derrotas (aproveitamento de 36%).